# Ocros
Ocros est un village péruvien, chef-lieu de la province d'Ocros dans la région d'Ancash.